# 流山ぐりーんバス
流山ぐりーんバス（ながれやまぐりーんバス）は、千葉県流山市が運行するコミュニティバス。東武バスセントラル西柏営業事務所、京成バス松戸営業所が路線ごとに分担して運行受託している。

## 沿革
- 1994年（平成6年）7月1日 - 「流山市内循環バス」として運行開始[1]。東武鉄道直営時代の東武バス[1]と京成バスが運行受託していた。当時は福祉バスとして運行されており、京成では貸切仕様の中型車を使用していた。
- 2005年11月21日 - 「流山ぐりーんバス」として運行開始。江戸川台西ルート、江戸川台東ルート、松ヶ丘ルートの3ルート。[2]
- 2007年3月1日 - 西初石ルート運行開始。
- 2009年3月1日 - 美田・駒木台ルート運行開始。[3]
- 2010年3月1日 - 野々下・八木南団地循環ルート運行開始。
- 2013年6月3日 - 松ヶ丘ルートと野々下・八木南団地循環ルートを統合し、松ヶ丘・野々下ルートに再編。
- 2017年4月1日 - 南流山・木ルート運行開始。
- 2023年4月1日 - 西初石ルートを循環路線に転換。[4]
- 2023年11月16日 - 運賃改定を実施。江戸川台西ルート、江戸川台東ルート、西初石ルート、美田・駒木台ルートは均一料金、前払いから距離制、後払いに変更。障害者と妊婦は運賃が40円から半額に変更。[5][6]
- 2024年4月1日 - 美田・駒木台ルートを流山おおたかの森駅東口発着に変更。[7][8]あわせて乗務員不足による夜間帯を中心とした減便を実施。[8][9]

## 運行内容

### 運賃
運賃は利用するルートによって異なる（子供半額）。循環路線では最短経路の運賃が適用され、また、1周を超えない限り1回分の運賃が適用される。異なるルートに乗り継ぐ場合は、当日に限り乗継券を使えば現金運賃から100円割引（現金・ICカード共通）。高齢者（75歳以上。後期高齢者医療被保険者証を提示）、障害者（障害者手帳を提示）および妊婦（母子健康手帳を提示）は運賃が半額になる。乗継券は同じルートには使えない。
- 割引運賃（全ルート共通）[5]
  - 高齢者、障害者および妊婦 交通系ICカード・現金ともに半額（ICカードは1円未満の端数を切り上げ、現金は10円未満の端数を切り上げ）
- 南流山・木ルート（均一料金、前払い）[5]
  - ICカード178円・現金180円
- 南流山・木ルート以外（距離制、後払い。循環路線では最短経路の運賃を適用。）[5]
  - 3.0㎞未満 ICカード178円・現金180円
  - 3.0㎞以上・3.5㎞未満 ICカード199円・現金200円
  - 3.5㎞以上・4.0㎞未満 ICカード220円・現金220円
  - 4.0㎞以上・4.5㎞未満 ICカード231円・現金240円
  - 4.5㎞以上・5.0㎞未満 ICカード252円・現金260円
  - 5.0㎞以上・5.5㎞未満 ICカード273円・現金280円
  - 5.5㎞以上・6.0㎞未満 ICカード294円・現金300円
  - 6.0㎞以上・6.5㎞未満 ICカード315円・現金320円
  - 6.5㎞以上・7.0㎞未満 ICカード336円・現金340円
  - 7.0㎞以上・7.5㎞未満 ICカード356円・現金360円
  - 7.5㎞以上・8.0㎞未満 ICカード377円・現金380円
  - 8.0㎞以上・8.5㎞未満 ICカード398円・現金400円
  - 8.5㎞以上・9.0㎞未満 ICカード419円・現金420円
  - 9.0㎞以上 ICカード440円・現金440円

## 路線

### 現行路線
- 江戸川台西ルート（2005年11月21日運行開始、運行委託：京成バス松戸営業所）

江戸川台駅西口を発着し、江戸川台の西部地区（富士見台方面）を走る循環路線。
- 江戸川台東ルート（2005年11月21日運行開始、運行委託：東武バスセントラル西柏営業事務所）

江戸川台駅東口を発着し、江戸川台の東部地区（東深井方面）を走る路線。
- 西初石ルート（2007年3月1日運行開始、運行委託：東武バスセントラル西柏営業事務所）

流山おおたかの森駅西口を発着し、西初石地区（若葉台・おおたかの森高校方面）を走行する循環路線。
運行当初は流山おおたかの森駅から西初石地区を経由して、おおたかの森スポーツフィールドに至る路線であった。前述の、2023年4月1日のダイヤ改正により循環路線に転換され、始発から流山おおたかの森駅西口13時45分発まではおおぐろの森中学校先回りで、それ以降は最終までパークホームズ前先回りでの運行となる。
- 美田・駒木台ルート（2009年3月1日運行開始、運行委託：東武バスセントラル西柏営業事務所）

流山おおたかの森駅東口を発着し、市東部の美田・駒木台方面などを走る路線。 前述の2024年4月1日のダイヤ改正により、おおたかの森駅のバス停が西口から東口に変更され、新たに「東初石五丁目」停留所が新設され、「水道局入口」、「踏切西」、「東初石３丁目」の各停留所が廃止された。
一部区間で柏市を経由し、「県民プラザ前」停留所は柏市内にある。
- 松ヶ丘・野々下ルート（2013年6月3日運行開始、運行委託：東武バスセントラル西柏営業事務所と京成バス松戸営業所の共同運行）

後述の「松ヶ丘ルート」と「野々下・八木南団地循環ルート」を統合し、2013年6月3日運行開始。南柏駅西口と流山おおたかの森駅西口を結び、途中に松ヶ丘・野々下・豊四季駅を経由する。南柏駅・豊四季駅付近を走行するため、一部区間で柏市を経由し、「南柏駅西口」「豊四季第一公園」「豊四季駅南口」「長崎入口」「おおたかの森病院前」の5つのバス停が柏市内にある。
- 南流山・木ルート（2017年4月1日運行開始、運行委託：京成バス松戸営業所）

南流山駅南口を発着し、南流山・木地区を走る循環路線。

### 過去の路線
下記はいずれも、「松ヶ丘・野々下ルート」新設に伴い廃止されたもの。
- 野々下・八木南団地循環ルート（2010年3月1日 - 2013年6月2日運行、運行委託：京成バス松戸営業所）

流山おおたかの森駅や豊四季駅を経由し、野々下地区や八木南団地（流山運転免許センター方面など）を経由する循環路線。
- 松ヶ丘ルート（2005年11月21日 - 2018年3月31日運行、運行委託：東武バスイースト西柏営業事務所(当時)）

南柏駅を発着し、松ヶ丘、名都借の住宅地を経由する循環路線。
2013年6月3日の「松ヶ丘・野々下ルート」新設により、朝のみの運行に減便され、2018年3月31日の運行分を持って「松ヶ丘・野々下ルート」に統合され、松ヶ丘ルートは完全に廃止となった。